# Cesare Terranova
Cesare Terranova (Petralia Sottana, 25 de agosto de 1921 - Palermo, 25 de septiembre de 1979) fue un juez y político italiano destacado por sus postulados contra la Mafia. Entre 1958 y 1971 fue juez de instrucción en la Fiscalía de Palermo. Fue uno de los primeros en investigar seriamente a la mafia y las operaciones financieras de la Cosa Nostra, hasta su asesinato por esta en 1979. Cesare Terranova puede considerarse el predecesor de los magistrados Giovanni Falcone y Paolo Borsellino, quienes también fueron asesinados por la mafia en 1992.

## Primeros años y carrera
Natural de la pequeña localidad siciliana de Petralia Sottana, a unos 70 km al sureste de Palermo, ingresó al Poder Judicial en 1946. En 1958 asumió el cargo de Jefe de la Fiscalía del Tribunal de Palermo. En ese momento, la acusación se dividió en una fase de examen (la llamada fase de instrucción) y una fase de enjuiciamiento. Terranova ayudó a llevar a numerosos mafiosos a juicio y posterior encarcelamiento. Fue una figura clave en el Juicio de los 114 que vio a muchos prominentes mafiosos en juicio por su papel en la primera guerra de la mafia a principios de la década de 1960 que terminó con la masacre de Ciaculli el 30 de junio de 1963. El 31 de mayo de 1965 ordenó el enjuiciamiento de 114 mafiosos.
Sin embargo, a pesar de los esfuerzos de Terranova, la sentencia del juicio de los 114, leída el 22 de diciembre de 1968 y dictada por el Tribunal de Catanzaro, fue una decepción, pues muchos destacados mafiosos fueron absueltos (todos menos 10 de los 114 acusados). Angelo La Barbera recibió una pena de 22 años y Tommaso Buscetta otra de 14 años por dos de las llamadas "muertes blancas", la llamada lupara bianca, que se usa para referirse a un asesinato estilo mafia en el que el cuerpo de la víctima se oculta deliberadamente.
Terranova fue la primera persona en reconocer la existencia de una Comisión en el seno de la mafia siciliana. Se basó en un informe confidencial de los Carabinieri del 28 de mayo de 1963, donde un informante había revelado su existencia, con una composición de quince personas, "cada una con rango de jefe de un grupo o de una familia de la mafia". El juez Terranova no creía que la existencia de una comisión significara que la mafia fuera una estructura unificada estrechamente.
Terranova también dirigió investigaciones sobre las conexiones entre la mafia y la política. Investigó las hazañas del destacado político siciliano Salvatore Lima como alcalde de Palermo y concluyó que Lima estaba aliado con varios mafiosos, incluido Angelo La Barbera. En una acusación en 1964, Terranova escribió: "Está claro que Angelo y Salvatore [...] mantuvieron relaciones de tal manera que pedían favores [...] Los contactos innegables de los mafiosos de La Barbera con quien fue el primer ciudadano de Palermo [...] constituyen una confirmación de [...] la infiltración de la mafia en varios sectores de la vida pública". Sin embargo, nada resultó de sus investigaciones o acusaciones.

## Enjuiciamiento a losCorleonesi
Terranova no escondió de primeras que una de sus máximas aspiraciones judiciales era llevar ante los tribunales a Luciano Leggio, jefe de la familia de la mafia en Corleone, conocida como Corleonesi. En 1965, Terranova ordenó el procesamiento de más de sesenta corleonesi, incluido Leggio por una serie de asesinatos en Corleone entre 1958 y 1963. La víctima más destacada había sido el jefe mafioso de Corleone, Michele Navarra.
Sin embargo, la sentencia del Tribunal de Bari del 10 de junio de 1969 dio lugar a la absolución de los 64 acusados. El jurado encontró a Leggio culpable de robar grano en 1948, por lo que recibió una sentencia condicional, pero fue declarado inocente de todos los demás relatos, incluidos los asesinatos de Plácido Rizzotto y Navarra. Los jueces y fiscales recibieron cartas anónimas amenazándolos de muerte. Salvatore Riina, eventual sucesor de Leggio, fue absuelto en 1969 y permaneció prófugo hasta su captura en 1993.
Los Corleonesi también fueron imputados en el Juicio del 114 relacionado con la primera guerra de la mafia que resultó en la masacre de Ciaculli, que también fue preparada por Terranova. Durante un interrogatorio que preparaba el juicio, Leggio se negó a responder preguntas. Cuando en respuesta a uno de ellos, Leggio respondió que ni siquiera recordaba su propio nombre ni el de sus padres, Terranova le ordenó al secretario: "Escribe que Leggio no sabe de quién es hijo". Leggio se enfureció con la insinuación de que era un bastardo. El incidente fue el comienzo de un profundo odio de Leggio hacia Terranova. “Leggio en realidad tenía espuma en los labios; me habría matado en el acto si pudiera”, le dijo Terranova a su esposa. La fiscalía apeló con éxito el veredicto de Catanzaro que había absuelto a Leggio y lo había juzgado en rebeldía en 1970. Esta vez Leggio fue declarado culpable, aunque había salido de la cárcel después del juicio de Catanzaro, dado el tiempo que ya habían pasado detenido mientras esperaban el juicio, y no fue hasta 1974 que Leggio fue finalmente capturado nuevamente y puesto bajo custodia.

## Comisión antimafia
Tras el fracaso de luchar contra la mafia a través de los tribunales, Terranova cambió de estrategia. En mayo de 1972, fue elegido representante en el Parlamento italiano de la Izquierda Independiente bajo los auspicios del Partido Comunista Italiano (PCI). Se convirtió en secretario de la Comisión Antimafia que se estableció en 1963 después de la masacre de Ciaculli, siendo reelegido en 1976. Terranova, junto con el diputado del PCI Pio La Torre, redactaron el informe minoritario de la Comisión Antimafia que se publicó en 1976, que apuntaba a los vínculos entre la mafia y destacados políticos en particular del partido Democracia Cristiana (DC).
Terranova había instado a sus colegas de la mayoría a asumir su responsabilidad. Según el informe de la minoría, se entendía que sería "un grave error por parte de la Comisión aceptar la teoría de que se ha eliminado el vínculo mafia-político [...] el comportamiento de DC en el funcionamiento de la ciudad y los consejos provinciales ofrece el terreno más favorable para la perpetuación del sistema de poder mafioso". Sin embargo, los informes y la documentación de la Comisión Antimafia fueron esencialmente ignorados. Terranova hablaría de “trece años perdidos” de la Comisión Antimafia, y no volvió a buscar la reelección.

## Asesinato
Después de siete años en Roma, al final de la legislatura en junio de 1979, Cesare Terranova solicitó ser reintegrado en el poder judicial y fue designado como el juez principal de instrucción en el Tribunal de Palermo para llevar la lucha antimafia a los tribunales. "No te preocupes", le dijo a su esposa, "ellos no se atreven a tocar a los jueces, no me tocarán a mí".
Sin embargo, el 25 de septiembre de 1979, entonces con cincuenta y ocho años, Terranova fue asesinado a tiros en su automóvil junto con su chofer, el policía Lenin Mancuso, quien actuaba además como su guardaespaldas. La combinación de sus habilidades de investigación y sus recientes conexiones políticas en Roma habría convertido a Terranova en un oponente de la mafia aún más formidable que antes. Le sucedería en el puesto Rocco Chinnici, quien sería también asesinado por la mafia en 1983.
Mientras estaba en prisión, Luciano Leggio había ordenado el asesinato de Terranova como venganza por el insulto en el interrogatorio en la década de 1960. El asesinato fue aprobado por la Comisión. Terranova se había convertido en el peor enemigo de Leggio, Riina y Corleonesi. Tenía una fotografía de Leggio en su oficina que sus compañeros le habían dado a modo de broma. Leggio fue acusado de ordenar el asesinato de Terranova, pero fue absuelto por falta de pruebas, tanto en el primer juicio, que se celebró en Reggio Calabria en 1983, como tres años después, en 1986, en el proceso de apelación.

## Juicio por su asesinato
En 1997, la fiscalía de Reggio Calabria reabrió la investigación del asesinato después de que los pentiti Francesco Di Carlo y Gaspare Mutolo nombraran a los mafiosos Giuseppe Giacomo Gambino, Vincenzo Puccio, Giuseppe Madonia y Leoluca Bagarella como los asesinos materiales. Di Carlo confirmó que Leggio había ordenado el asesinato de Terranova. En 1974, cuando se reorganizó la Comisión de la Mafia Siciliana, Leggio a través de Totò Riina (Leggio estaba en la cárcel) pidió permiso a la Comisión reunida en la finca Favarella de Michele Greco. La Comisión decidió, a instancias de Gaetano Badalamenti, que Terranova debería ser asesinada fuera de Sicilia, en Roma. La matanza se estancó debido a los planes para liberar a Leggio. Cuando eso falló, el asesinato de Terranova volvió a estar en la agenda y fue confirmado en junio de 1979 durante una reunión de la Comisión en la finca Favarella.
El 15 de enero de 2000, Salvatore Riina, Bernardo Brusca, Bernardo Provenzano, Francesco Madonia, Giuseppe Calò, Nenè Geraci y Michele Greco (todos miembros de la comisión de la mafia siciliana en el momento del asesinato) fueron condenados a cadena perpetua por ordenar el asesinato de Terranova y Mancuso (Leggio había muerto). Sin embargo, Leoluca Bagarella, Giuseppe Madonia y Giuseppe Farinella fueron absueltos como los asesinos materiales. Después de 25 años, en octubre de 2004, el Tribunal Supremo confirmó las cadenas perpetuas de Riina, Greco,Geraci y Madonia.

## Legado
A pesar de que sus enjuiciamientos contra la mafia en la década de 1960 finalmente fracasaron en la Corte, Terranova fue pionera en la investigación de la mafia. Su veredicto siempre incluyó aspectos históricos y teóricos. Determinó que había "sólo una mafia, ni vieja ni joven, ni buena ni mala", pero "eficiente y peligrosa, dividida en conglomerados o grupos o familias".
En ese momento, su análisis de la mafia era moderno y avanzado. En la década de 1960, sin embargo, no fue comprendido ni aceptado por el poder judicial, que lo consideró demasiado "audaz" o "imaginativo". Las revelaciones en 1984 de un pentito (informante) de la mafia, Tommaso Buscetta, le darían la razón. Allanó el camino para un enjuiciamiento más exitoso de la mafia en la década de 1980 y fue el predecesor de los jueces de Antimafia como Giovanni Falcone y Paolo Borsellino que prepararon el Maxi Proceso que condenó a 338 de los 475 miembros mafiosos acusados originalmente.
La viuda de Cesare Terranova, Giovanna, se convirtió en una personalidad destacada en el movimiento Antimafia después del asesinato de su esposo. Cofundó la primera organización civil permanente de Antimafia, la Associazione donne siciliane per la lotta contro la Mafia (Asociación de Mujeres Sicilianas contra la Mafia).
El 11 de enero de 1982, por iniciativa del juez Rocco Chinnici, que había sucedido a Terranova como juez de instrucción principal en el Tribunal de Palermo y que también sería víctima de un ataque de la mafia, un centro de investigación a nombre de Cesare Terranova, el Centro Studi Giuridici e Sociali "Cesare Terranova", se estableció en Palermo para honrar su memoria.